# 磁化強度
本条目中，向量與标量分別用粗體與斜體顯示。例如，位置向量通常用 {\displaystyle \mathbf {r} \,\!} 表示；而其大小則用 {\displaystyle r\,\!} 來表示。
磁化強度（英語：magnetization），又稱磁化向量，是衡量物體的磁性的一個物理量，定義為單位體積的磁偶極矩，如下方程式：
{\displaystyle \mathbf {M} \ {\stackrel {def}{=}}\ n\mathbf {m} } ；
其中，{\displaystyle \mathbf {M} } 是磁化強度，{\displaystyle n} 是磁偶極子密度，{\displaystyle \mathbf {m} } 是每一個磁偶極子的磁偶極矩。
當施加外磁場於物質時，物質的內部會被磁化，會出現很多微小的磁偶極子。磁化強度描述物質被磁化的程度。採用國際單位制，磁化強度的單位是安培／公尺。
物質被磁化所產生的磁偶極矩有兩種起源。一種是由在原子內部的電子，由於外磁場的作用，其軌域運動產生的磁矩會做拉莫爾進動，從而產生的額外磁矩，累積凝聚而成。另外一種是在外加靜磁場後，物質內的粒子自旋發生「磁化」，趨於依照磁場方向排列。這些自旋構成的磁偶極子可視為一個個小磁鐵，可以以向量表示，作為自旋相關磁性分析的古典描述。例如，用於核磁共振現象中自旋動態的分析。
物質對於外磁場的響應，和物質本身任何已存在的磁偶極矩（例如，在鐵磁性物質內部的磁偶極矩），綜合起來，就是淨磁化強度。
在一個磁性物質的內部，磁化強度不一定是均勻的，磁化強度時常是位置向量的函數。

## 馬克士威方程組
馬克士威方程組描述磁感應強度 {\displaystyle \mathbf {B} } 、磁場強度 {\displaystyle \mathbf {H} } 、電場 {\displaystyle \mathbf {E} } 、電位移 {\displaystyle \mathbf {D} } 、電荷密度 {\displaystyle \rho } 和電流密度 {\displaystyle \mathbf {J} } 的物理行為。這裏會探索磁化強度 {\displaystyle \mathbf {M} } 的角色和與這些物理量之間的關係。

### 磁感應強度、磁場強度和磁化強度之間的關係
磁場強度 {\displaystyle \mathbf {H} } 定義為
{\displaystyle \mathbf {H} \ {\stackrel {def}{=}}\ {\frac {1}{\mu _{0}}}\mathbf {B} -\mathbf {M} } ；
其中，{\displaystyle \mu _{0}} 是磁常數。
對於抗磁性物質和順磁性物質，{\displaystyle \mathbf {M} } 與 {\displaystyle \mathbf {H} } 之間的關係通常是線性關係：
{\displaystyle \mathbf {M} =\chi _{m}\mathbf {H} } ；
其中，{\displaystyle \chi _{m}} 是磁化率。
由於磁滯現象，鐵磁性物質的 {\displaystyle \mathbf {M} } 與 {\displaystyle \mathbf {H} } 之間並不存在一一對應關係。

### 磁化電流
在磁性物質內，「磁化電流」是總電流的一部分，又稱為「束縛電流」，是由束縛電荷形成的。磁性物質內部的「束縛電流密度」 {\displaystyle \mathbf {J} _{b}} 和「表面束縛電流密度」 {\displaystyle \mathbf {K} _{b}} 分別為
{\displaystyle \mathbf {J} _{b}\ {\stackrel {def}{=}}\ \nabla \times \mathbf {M} } 、
{\displaystyle \mathbf {K} _{b}\ {\stackrel {def}{=}}\ \mathbf {M} \times {\hat {n}}} ；
其中，{\displaystyle {\hat {\mathbf {n} }}} 是垂直於磁性物質表面的單位向量。
在馬克士威方程組內的總電流 {\displaystyle \mathbf {J} } 為
{\displaystyle \mathbf {J} =\mathbf {J} _{f}+\mathbf {J} _{b}+\mathbf {J} _{P}} ；
其中，{\displaystyle \mathbf {J} _{f}} 是自由電流密度，{\displaystyle \mathbf {J} _{P}} 是電極化電流密度。
自由電流密度是由自由電荷形成的自由電流的密度。自由電荷不束縛於物質的原子的內部。
電極化電流是由含時電極化強度{\displaystyle \mathbf {P} }形成的：
{\displaystyle \mathbf {J} _{P}={\frac {\partial \mathbf {P} }{\partial t}}} 。

### 靜磁學
除去自由電流和各種含時效應，描述磁現象的馬克士威方程組約化為
{\displaystyle \mathbf {\nabla \cdot H} =-\nabla \cdot \mathbf {M} } 、
{\displaystyle \mathbf {\nabla \times H} =0} 。
應用類比方法，與靜電學問題類比：
{\displaystyle \mathbf {\nabla \cdot E} ={\frac {\rho }{\epsilon _{0}}}} 、
{\displaystyle \mathbf {\nabla \times E} =0} ，
靜磁學的問題可以用靜電學的方法來解析。在這裏，{\displaystyle \nabla \cdot \mathbf {M} } 項目類比於 {\displaystyle {\frac {\rho }{\epsilon _{0}}}} 項目。

## 磁化動力學
當思考奈米尺寸和奈米時段的磁化作用時，含時磁化物理行為變得很重要。不單只是依著外磁場的磁場線排列，在物質內的單獨的磁偶極矩會開始繞著外磁場進動，通過弛豫，緩慢地隨著能量傳輸進入物質結構，達成與磁場線排列。

## 磁性物質

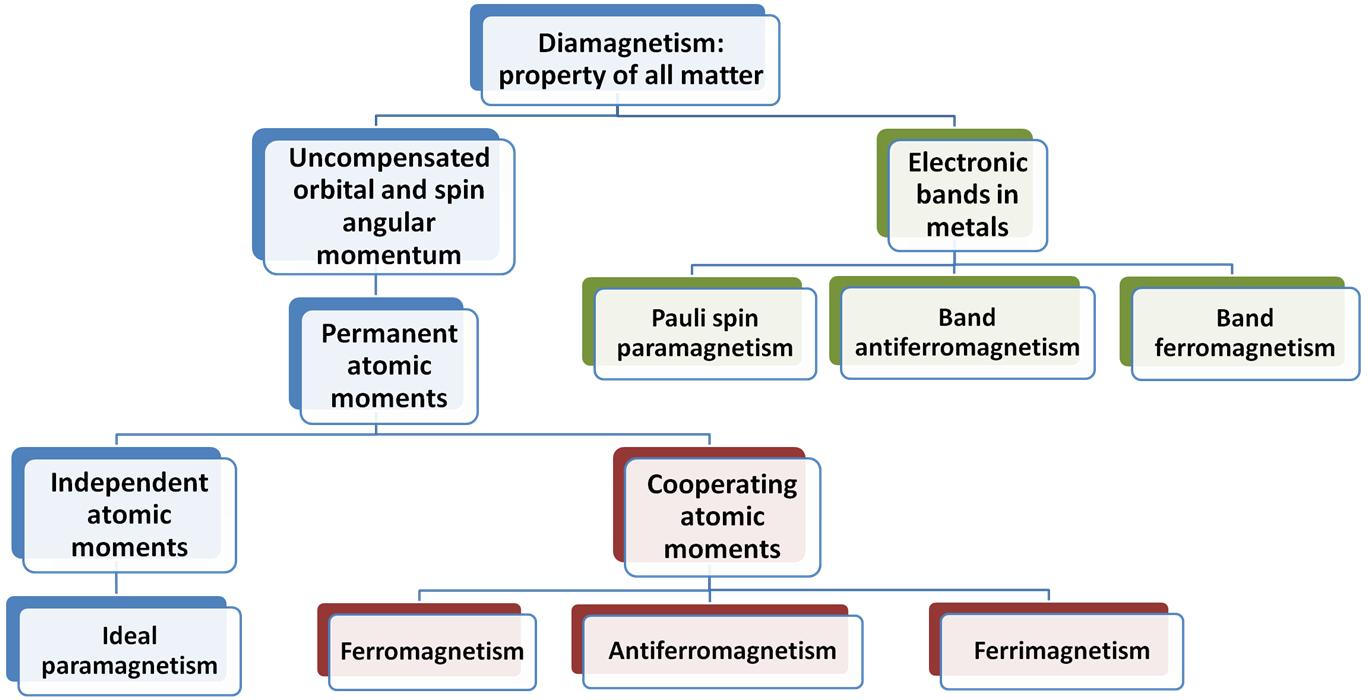
各種不同磁性的級列。

### 抗磁性
抗磁性是物質抗拒外磁場的趨向，因此，會被磁場排斥。所有物質都具有抗磁性。可是，對於具有順磁性的物質，順磁性通常比較顯著，遮掩了抗磁性。只有純抗磁性物質才能明顯地被觀測到抗磁性。例如，惰性氣體元素和抗腐蝕金屬元素（金、銀、銅等等）都具有顯著的抗磁性。
當外磁場存在時，抗磁性才會表現出來。假設外磁場被撤除，則抗磁性也會遁隱形跡。
在具有抗磁性的物質裏，所有電子都已成對，內秉電子磁矩不能集成宏觀效應。抗磁性的機制是電子軌域運動，用經典物理理論解釋如下：
由於外磁場的作用，環繞著原子核的電子，其軌域運動產生的磁矩會做拉莫爾進動，從而產生額外電流與伴隨的額外磁矩。這額外磁矩與外磁場呈相反方向，抗拒外磁場的作用。由這機制所帶來的磁化率與溫度無關，以方程式表達為
{\displaystyle \chi =-\ {\frac {\mu _{0}NZe^{2}}{6m}}\langle r^{2}\rangle } ；
其中，{\displaystyle \mu _{0}} 是磁常數，{\displaystyle N} 是原子數量密度，{\displaystyle Z} 是原子序，{\displaystyle m} 是電子質量，{\displaystyle r} 是軌道半徑。{\displaystyle \langle r^{2}\rangle } 是 {\displaystyle r^{2}} 的量子力學平均值。
特別注意，這解釋只能用來啟發思考。正確的解釋需要依賴量子力學。

### 順磁性

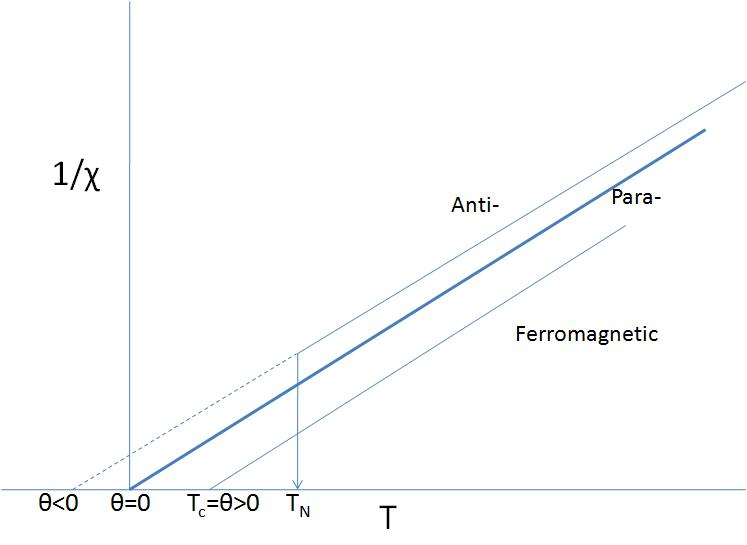
對於順磁性物質、鐵磁性物質、反鐵磁性物質，磁化率與溫度之間的理論關係。

鹼金屬元素和除了鐵、鈷、鎳以外的過渡元素都具有順磁性。在順磁性物質內部，由於原子軌域或分子軌域只含有奇數個電子，會存在有很多未配對電子。遵守包立不相容原理，任何配對電子的自旋，其磁矩的方向都必需彼此相反。未配對電子可以自由地將磁矩指向任意方向。當施加外磁場時，這些未配對電子的磁矩趨於與外磁場呈相同方向，從而使磁場更加強烈。假設外磁場被撤除，則順磁性也會消失無蹤。
一般而言，除了金屬物質以外，順磁性與溫度相關。由於熱騷動（thermal agitation）造成的碰撞會影響磁矩整齊排列，溫度越高，順磁性越微弱；溫度越低，順磁性越強烈。
在低磁場，足夠高溫的狀況，根據居里定律（Curie's law），磁化率 {\displaystyle \chi } 與絕對溫度 {\displaystyle T} 的關係式為
{\displaystyle \chi =C/T} ；
其中，{\displaystyle C} 是依不同物質而定的居里常數（Curie constant）。

### 鐵磁性

磁化強度（豎軸）與H場（橫軸）之間的磁滯迴路關係。

在鐵磁性物質內部，如同順磁性物質，有很多未配對電子。由於交換作用（exchange interaction），這些電子的自旋趨於與相鄰未配對電子的自旋呈相同方向。由於鐵磁性物質內部又分為很多磁疇，雖然磁疇內部所有電子的自旋會單向排列，造成「飽合磁矩」，磁疇與磁疇之間，磁矩的方向與大小都不相同。所以，未被磁化的鐵磁性物質，其淨磁矩與磁化向量都等於零。
假設施加外磁場，這些磁疇的磁矩還趨於與外磁場呈相同方向，從而形成有可能相當強烈的磁化向量與其感應磁場。 隨著外磁場的增高，磁化強度也會增高，直到「飽和點」，淨磁矩等於飽合磁矩。這時，再增高外磁場也不會改變磁化強度。假設，現在減弱外磁場，磁化強度也會跟著減弱。但是不會與先前對於同一外磁場的磁化強度相同。磁化強度與外磁場的關係不是一一對應關係。磁化強度比外磁場的曲線形成了磁滯迴線。
假設再到達飽和點後，撤除外磁場，則鐵磁性物質仍能保存一些磁化的狀態，淨磁矩與磁化向量不等於零。所以，經過磁化處理後的鐵磁性物質具有「自發磁矩」。
每一種鐵磁性物質都具有自己獨特的居里溫度。假若溫度高過居里溫度，則鐵磁性物質會失去自發磁矩，從有序的「鐵磁相」轉變為無序的「順磁相」。這是因為熱力學的無序趨向，大大地超過了鐵磁性物質降低能量的有序趨向。根據居里-外斯定律（Curie-Weiss law），磁化率 {\displaystyle \chi } 與絕對溫度 {\displaystyle T} 的關係式為
{\displaystyle \chi =C/(T-T_{c})} ；
其中，{\displaystyle T_{c}} 是居里溫度（採用絕對溫度單位）。
假設溫度低於居里溫度，則根據實驗得到的經驗公式，
{\displaystyle \Delta M(T)/M_{0}=\beta T^{3/2}} ；
其中，{\displaystyle \Delta M(T)=M(T)-M_{0}} 是磁化強度差，{\displaystyle M(T)} 與 {\displaystyle M_{0}} 是物質分別在絕對溫度 {\displaystyle T} 與 {\displaystyle 0K} 的磁化強度，{\displaystyle \beta } 是依物質而定的比例常數。
這與布洛赫溫度1.5次方定律的理論結果一致。
鎳、鐵、鈷、釓與它們的合金、化合物等等，這些常見的鐵磁性物質很容易做實驗顯示出其鐵磁性。

### 反鐵磁性

反鐵磁性的有序排列

在反鐵磁性物質內部，相鄰價電子的自旋趨於相反方向。這種物質的淨磁矩為零，不會產生磁場。這種物質比較不常見，大多數反鐵磁性物質只存在於低溫狀況。假設溫度超過奈爾溫度，則通常會變為具有順磁性。例如，鉻、錳、輕鑭系元素等等，都具有反鐵磁性。
當溫度高於奈爾溫度 {\displaystyle T_{N}} 時，磁化率 {\displaystyle \chi } 與溫度 {\displaystyle T} 的理論關係式為
{\displaystyle \chi ={\frac {2C}{T+T_{N}}}} 。
做實驗得到的經驗關係式為
{\displaystyle \chi ={\frac {2C}{T+\theta }}} ；
其中，{\displaystyle \theta } 是依物質而定的常數，與 {\displaystyle T_{N}} 差別很大。
理論而言，當溫度低於奈爾溫度 {\displaystyle T_{N}} 時，可以分成兩種狀況：
- 假設外磁場垂直於自旋，則垂直磁化率近似為常數 {\displaystyle \chi _{\perp }\approx C/T_{N}} 。
- 假設外磁場平行於自旋，則在絕對溫度0K時，平行磁化率為零；在從0K到奈爾溫度 {\displaystyle T_{N}} 之間，平行磁化率會從 {\displaystyle \chi _{\parallel }(0)=0} 平滑地單調遞增至 {\displaystyle \chi _{\parallel }(T_{N})=C/T_{N}} 。

### 亞鐵磁性

亞鐵磁性的有序排列

像鐵磁性物質一樣，當磁場不存在時，亞鐵磁性物質仍舊會保持磁化不變；又像反鐵磁性物質一樣，相鄰的電子自旋指向相反方向。這兩種性質並不互相矛盾，在亞鐵磁性物質內部，分別屬於不同次晶格的不同原子，其磁矩的方向相反，數值大小不相等，所以，物質的淨磁矩不等於０，磁化強度不等於零，具有較微弱的鐵磁性。
由於亞鐵磁性物質是絕緣體。處於高頻率時變磁場的亞鐵磁性物質，由於感應出的渦電流很少，可以允許微波穿過，所以可以做為像隔離器（isolator）、循環器（circulator）、回旋器（gyrator）等等微波器件的材料。
由於組成亞鐵磁性物質的成分必需分別具有至少兩種不同的磁矩，只有化合物或合金才會表現出亞鐵磁性。常見的亞鐵磁性物質有磁鐵礦（Fe3O4）、鐵氧體（ferrite）等等。

### 超順磁性
當鐵磁體或亞鐵磁體的尺寸足夠小的時候，由於熱騷動影響，這些奈米粒子會隨機地改變方向。假設沒有外磁場，則通常它們不會表現出磁性。但是，假設施加外磁場，則它們會被磁化，就像順磁性一樣，而且磁化率超大於順磁體的磁化率。

## 參閱
- 磁導率
- 地球磁場
- 地磁逆轉
- 核磁共振